# العقاب (كوكبة)

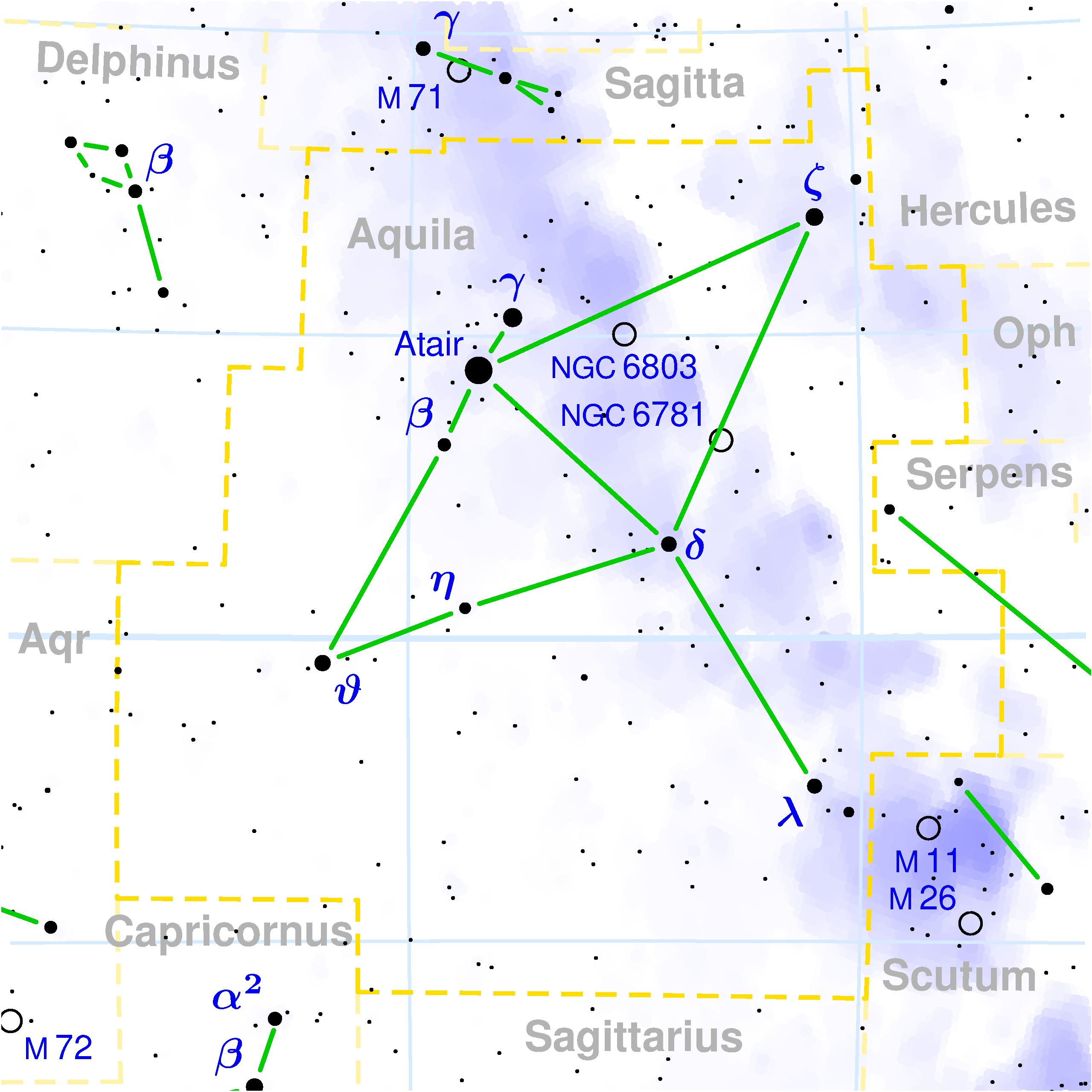
كوكبة العقاب / Aquila

كوكبة العقاب (باللاتينية: Aquila) هي كوكبة مشهورة من القدم تحتوي على النجم الطائر والشاهين وذنب العقاب، ويمكن رؤيتها من نصف الكرة الشمالي، ورأسها هو نجم النسر الطائر.